# Општина Монтеморелос (Нови Леон)
Монтеморелос (шп. Montemorelos) општина је у Мексику у савезној држави Нови Леон. Општина се налази на надморској висини од 411 м.

## Становништво
Према подацима из 2010. у општини је живело 59113 становника.

### Хронологија
| Година       | 2000                  | 2005                  | 2010                  |
| ------------ | --------------------- | --------------------- | --------------------- |
| Становништво | 52741 (26286 / 26455) | 53854 (26858 / 26996) | 59113 (29370 / 29743) |

### Попис
| \| \| м \| \| \| ж \| \| 0—2 \| 1.476 \| \| \| 1.435 \| \| 3—5 \| 1.589 \| \| \| 1.524 \| \| 6—11 \| 3.139 \| \| \| 3.080 \| \| 12—14 \| 1.629 \| \| \| 1.577 \| \| 15—17 \| 1.592 \| \| \| 1.589 \| \| 18—24 \| 3.511 \| \| \| 3.464 \| \| 60+ \| 3.331 \| \| \| 3.673 \| \| Просек : \| 30,8 \| \| \| 31,5 \| |       |  |  |       |
| |       |  |  |       |
| | м     |  |  | ж     |
| 0—2 | 1.476 |  |  | 1.435 |
| 3—5 | 1.589 |  |  | 1.524 |
| 6—11 | 3.139 |  |  | 3.080 |
| 12—14 | 1.629 |  |  | 1.577 |
| 15—17 | 1.592 |  |  | 1.589 |
| 18—24 | 3.511 |  |  | 3.464 |
| 60+ | 3.331 |  |  | 3.673 |
| Просек : | 30,8  |  |  | 31,5  |

| #   | Индикатор                                                                                        | Вредност |
| --- | ------------------------------------------------------------------------------------------------ | -------- |
| 1   | Становништво од 0 до 2 године                                                                    | 2911     |
| 2   | Мушко становништво од 0 до 2 године                                                              | 1476     |
| 3   | Женско становништво од 0 до 2 године                                                             | 1435     |
| 4   | Становништво са 3 и више година                                                                  | 54995    |
| 5   | Мушко становништво са 3 и више година                                                            | 27285    |
| 6   | Женско становништво са 3 и више година                                                           | 27710    |
| 7   | Становништво са 5 и више година                                                                  | 52893    |
| 8   | Мушко становништво са 5 и више година                                                            | 26217    |
| 9   | Женско становништво са 5 и више година                                                           | 26676    |
| 10  | Становништво са 12 и више година                                                                 | 45663    |
| 11  | Мушко становништво са 12 и више година                                                           | 22557    |
| 12  | Женско становништво са 12 и више година                                                          | 23106    |
| 13  | Становништво са 15 и више година                                                                 | 42457    |
| 14  | Мушко становништво са 15 и више година                                                           | 20928    |
| 15  | Женско становништво са 15 и више година                                                          | 21529    |
| 16  | Становништво са 18 и више година                                                                 | 39276    |
| 17  | Мушко становништво са 18 и више година                                                           | 19336    |
| 18  | Женско становништво са 18 и више година                                                          | 19940    |
| 19  | Становништво од 3 до 5 година                                                                    | 3113     |
| 20  | Мушко становништво од 3 до 5 година                                                              | 1589     |
| 21  | Женско становништво од 3 до 5 година                                                             | 1524     |
| 22  | Становништво од 6 до 11 година                                                                   | 6219     |
| 23  | Мушко становништво од 6 до 11 година                                                             | 3139     |
| 24  | Женско становништво од 6 до 11 година                                                            | 3080     |
| 25  | Становништво од 8 до 14 година                                                                   | 7377     |
| 26  | Мушко становништво од 8 до 14 година                                                             | 3740     |
| 27  | Женско становништво од 8 до 14 година                                                            | 3637     |
| 28  | Становништво од 12 до 14 година                                                                  | 3206     |
| 29  | Мушко становништво од 12 до 14 година                                                            | 1629     |
| 30  | Женско становништво од 12 до 14 година                                                           | 1577     |
| 31  | Становништво од 15 до 17 година                                                                  | 3181     |
| 32  | Мушко становништво од 15 до 17 година                                                            | 1592     |
| 33  | Женско становништво од 15 до 17 година                                                           | 1589     |
| 34  | Становништво од 18 до 24 године                                                                  | 6975     |
| 35  | Мушко становништво од 18 до 24 године                                                            | 3511     |
| 36  | Женско становништво од 18 до 24 године                                                           | 3464     |
| 37  | Женско становништво од 15 до 49 година                                                           | 15263    |
| 38  | Становништво са 60 и више година                                                                 | 7004     |
| 39  | Мушко становништво са 60 и више година                                                           | 3331     |
| 40  | Женско становништво са 60 и више година                                                          | 3673     |
| 41  | Однос између мушкараца и жена                                                                    | 98.75    |
| 42  | Становништво од нуле до 14 година                                                                | 15449    |
| 43  | Становништво од 15 до 64 године                                                                  | 37434    |
| 44  | Становништво од 65 година и више                                                                 | 5023     |
| 45  | Просечан број деце                                                                               | 2.35     |
| 46  | Становништво рођено у ентитету                                                                   | 50747    |
| 47  | Мушко становништво рођено у ентитету                                                             | 25375    |
| 48  | Женско становништво рођено у ентитету                                                            | 25372    |
| 49  | Становништво рођено у другом ентитету                                                            | 6160     |
| 50  | Мушко становништво рођено у другом ентитету                                                      | 2881     |
| 51  | Женско становништво рођено у другом ентитету                                                     | 3279     |
| 52  | Становништво од 5 година и више резидентно у ентитету у јуну 2005. године                        | 50264    |
| 53  | Мушко становништво старосног доба од 5 година и више, резидентно у ентитету у јуну 2005. године  | 24891    |
| 54  | Женско становништво старосног доба од 5 и више година, резидентно у ентитету у јуну 2005. године | 25373    |
| 55  | Становништво од 5 година и више које је живело у другом ентитету у јуну 2005. године             | 1492     |
| 56  | Мушко становништво старије од 5 година које је живело у другом ентитету у јуну 2005. године      | 697      |
| 57  | Женско становништво старије од 5 година које је живело у другом ентитету у јуну 2005. године     | 795      |
| 58  | Становништво од 3 године и више које говори аутохтони језик                                      | 188      |
| 59  | Мушко становништво старо 3 године и више које говори аутохтони језик                             | 112      |
| 60  | Женско становништво старо 3 године и више које говори аутохтони језик                            | 76       |
| 61  | Становништво од 3 године и више које говори аутохтони језик и не говори шпански језик            | 0        |
| 62  | Мушко становништво старо 3 године и више које говори аутохтони језик и не говори шпански         | 0        |
| 63  | Женско становништво старо 3 године и више које говори аутохтони језик и не говори шпански језик  | 0        |
| 64  | Становништво старо 3 године и више које говори аутохтони језик и шпански                         | 104      |
| 65  | Мушко становништво старо 3 године и више које говори аутохтони језик и шпански                   | 56       |
| 66  | Женско становништво старо 3 године и више које говори аутохтони језик и шпански                  | 48       |
| 67  | Становништво од 5 година и више које говори аутохтони језик                                      | 187      |
| 68  | Становништво од 5 година и више које говори аутохтони језик и не говори шпански језик            | 0        |
| 69  | Становништво од 5 година и више које говори аутохтони језик и говори шпански језик               | 104      |
| 70  | Становништво у домородачким домаћинствима                                                        | 408      |
| 71  | Становништво са ограничењима у активностима                                                      | 2674     |
| 72  | Становништво са ограниченим ходањем или кретањем, горе или доле                                  | 1547     |
| 73  | Становници са ограничењима вида, чак и уз кориштење сочива                                       | 719      |
| 74  | Становништво са ограничењима говора, комуникације или конверзације                               | 189      |
| 75  | Становништво са ограниченим слухом                                                               | 204      |
| 76  | Становништво са ограничењима при одевању, купању или јелу                                        | 104      |
| 77  | Становништво са ограничењима у опажању или учењу једноставних ствари                             | 64       |
| 78  | Становништво са менталним ограничењима                                                           | 266      |
| 79  | Становништво без ограничења активности                                                           | 54549    |
| 80  | Становништво од 3 до 5 година које не похађа школу                                               | 1324     |
| 81  | Мушко становништво од 3 до 5 година које не похађа школу                                         | 662      |
| 82  | Женско становништво од 3 до 5 година које не похађа школу                                        | 662      |
| 83  | Становништво од 6 до 11 година које не похађа школу                                              | 136      |
| 84  | Мушко становништво од 6 до 11 година које не похађа школу                                        | 69       |
| 85  | Женско становништво од 6 до 11 година које не похађа школу                                       | 67       |
| 86  | Становништво од 12 до 14 година које не похађа школу                                             | 241      |
| 87  | Мушко становништво од 12 до 14 година које не похађа школу                                       | 130      |
| 88  | Женско становништво од 12 до 14 година које не похађа школу                                      | 111      |
| 89  | Становништво од 15 до 17 година похађа школу                                                     | 1977     |
| 90  | Мушко становништво од 15 до 17 година похађа школу                                               | 963      |
| 91  | Женско становништво између 15 и 17 година живота у школи                                         | 1014     |
| 92  | Становништво од 18 до 24 године похађа школу                                                     | 1717     |
| 93  | Мушко становништво од 18 до 24 године похађа школу                                               | 827      |
| 94  | Женско становништво од 18 до 24 године похађа школу                                              | 890      |
| 95  | Становништво од 8 до 14 година које не може да чита и пише                                       | 115      |
| 96  | Мушко становништво старосног доба од 8 до 14 година које не може да чита и пише                  | 74       |
| 97  | Женско становништво старосног доби од 8 до 14 година које не може да чита и пише                 | 41       |
| 98  | Становништво од 15 година и више које је неписмено                                               | 1434     |
| 99  | Мушко становништво од 15 година и више које је неписмено                                         | 708      |
| 100 | Женско становништво од 15 година и више које је неписмено                                        | 726      |
| 101 | Становништво старо 15 и више година без школовања                                                | 1431     |
| 102 | Мушко становништво старо 15 и више година без школовања                                          | 708      |
| 103 | Женско становништво старо 15 и више година без школовања                                         | 723      |
| 104 | Становништво старосног доба 15 и више година са непотпуним основним образовањем                  | 6209     |
| 105 | Мушко становништво старосног доба од 15 година и више са непотпуном основним образовањем         | 3052     |
| 106 | Женско становништво старосног доба 15 и више година са непотпуном основним образовањем           | 3157     |
| 107 | Становништво старо 15 и више година са комплетним основним образовањем                           | 7832     |
| 108 | Мушко становништво старо 15 година и више са комплетним основним образовањем                     | 3785     |
| 109 | Женско становништво старо 15 и више година са комплетним основним образовањем                    | 4047     |
| 110 | Становништво старосног доба 15 и више година са непотпуним средњим образовањем                   | 1948     |
| 111 | Мушко становништво старосног доба од 15 година и више са непотпуним средњим образовањем          | 1081     |
| 112 | Женско становништво старосног доба од 15 година и више са непотпуним средњим образовањем         | 867      |
| 113 | Становништво старо 15 и више година са пуним секундарном образовањем                             | 10710    |
| 114 | Мушко становништво старосног доба од 15 година и више са пуним секундарном образовањем           | 5643     |
| 115 | Женско становништво старосног доба од 15 година и више са пуним секундарном образовањем          | 5067     |
| 116 | Становништво старије од 18 година са постосновним образовањем                                    | 12382    |
| 117 | Мушко становништво старије од 18 година са постосновним образовањем                              | 5823     |
| 118 | Женско становништво старије од 18 година са постосновним образовањем                             | 6559     |
| 119 | Просечна оцена школовања                                                                         | 8.65     |
| 120 | Просечан ниво образовања мушке популације                                                        | 8.6      |
| 121 | Просечан ниво образовања женског становништва                                                    | 8.7      |
| 122 | Економски активно становништво                                                                   | 23623    |
| 123 | Економски активна мушка популација                                                               | 16284    |
| 124 | Економски активна женска популација                                                              | 7339     |
| 125 | Становништво које није економски активно                                                         | 21592    |
| 126 | Мушко становништво које није економски активно                                                   | 6020     |
| 127 | Женско становништво које није економски активно                                                  | 15572    |
| 128 | Запослено становништво                                                                           | 22843    |
| 129 | Запослено мушко становништво                                                                     | 15655    |
| 130 | Запослено женско становништво                                                                    | 7188     |
| 131 | Незапослена популација                                                                           | 780      |
| 132 | Незапослена мушка популација                                                                     | 629      |
| 133 | Незапослена женска популација                                                                    | 151      |
| 134 | Становништво без права на здравствене услуге                                                     | 12006    |
| 135 | Становништво које има право на здравствене услуге                                                | 45565    |
| 136 | Становништво које има право на ИМСС                                                              | 29903    |
| 137 | Становништво које има право на социјално осигурање                                               | 2847     |
| 138 | Становништво које има право на државно социјално осигурање                                       | 736      |
| 139 | Становништво које има право на опште осигурање или здравствено осигурање за нову генерацију      | 8329     |
| 140 | Становништво које је било једном или није било у браку током 12 година и више                    | 14370    |
| 141 | Венчано или уједињено становништво од 12 година и више                                           | 26445    |
| 142 | Становништво које је било у браку или уједињено 12 година и више                                 | 4566     |
| 143 | Становништво са католичком религијом                                                             | 46840    |
| 144 | Протестанти, еванђелисти и библијски следбеници различити од еванђелиста                         | 8510     |
| 145 | Становништво са другим религијама различитим од претходних                                       | 6        |
| 146 | Становништво без религије                                                                        | 1796     |
| 147 | Укупно пописаних домаћинства                                                                     | 16662    |
| 148 | Пописна домаћинства на челу са мушкарцима                                                        | 13221    |
| 149 | Пописна домаћинства на челу са женама                                                            | 3441     |
| 150 | Становништво у пописним домаћинствима                                                            | 57901    |
| 151 | Становништво у пописним домаћинствима на челу са мушкарцима                                      | 48387    |
| 152 | Становништво у пописним домаћинствима на челу са женама                                          | 9514     |
| 153 | Укупно домаћинстава                                                                              | 23632    |
| 154 | Укупно насељених домаћинстава                                                                    | 17056    |
| 155 | Укупно приватних кућа                                                                            | 23238    |
| 156 | Насељени приватни домови                                                                         | 16662    |
| 157 | Укупно насељених приватних кућа                                                                  | 17052    |
| 158 | Ненасељене приватне куће                                                                         | 3512     |
| 159 | Појединачна домаћинства за привремену употребу                                                   | 3064     |
| 160 | Становници у насељеним приватним кућама                                                          | 57901    |
| 161 | Насељеност станара у приватним становима                                                         | 3.48     |
| 162 | Просечно становника по соби у приватним насељеним домаћинствима                                  | 0.99     |
| 163 | Појединачна домаћинства са подовима од различитих материјала од земље                            | 16018    |
| 164 | Појединачна домаћинства у приземљу                                                               | 506      |
| 165 | Појединачна домаћинства са једном спаваћом собом                                                 | 6542     |
| 166 | Појединачна домаћинства са две спаваће собе и више                                               | 9983     |
| 167 | Појединачна домаћинства са једним собом                                                          | 1021     |
| 168 | Појединачна домаћинства са две собе                                                              | 3391     |
| 169 | Појединачна домаћинства са 3 собе и више                                                         | 12097    |
| 170 | Појединачна домаћинства која имају електрично светло                                             | 16360    |
| 171 | Појединачна домаћинства која немају електрично светло                                            | 182      |
| 172 | Појединачна домаћинства која имају водоводну воду у стамбеном простору                           | 14932    |
| 173 | Појединачна домаћинства која немају водоводну воду у стамбеном простору                          | 1585     |
| 174 | Појединачна домаћинства која имају тоалет                                                        | 15962    |
| 175 | Појединачна домаћинства која имају канализацију                                                  | 14378    |
| 176 | Појединачна домаћинства која немају канализацију                                                 | 2112     |
| 177 | Појединачна домаћинства која имају електрично светло, довод воде из јавне мреже и канализацију   | 13609    |
| 178 | Појединачна домаћинства без икаквих услова                                                       | 119      |
| 179 | Појединачна домаћинства која имају радио                                                         | 13395    |
| 180 | Појединачна домаћинства која имају телевизор                                                     | 15906    |
| 181 | Појединачна домаћинства која имају фрижидер                                                      | 15537    |
| 182 | Појединачна домаћинства која имају машину за веш                                                 | 14041    |
| 183 | Појединачна домаћинства која имају аутомобил или комби                                           | 10624    |
| 184 | Појединачна домаћинства која имају рачунар                                                       | 4721     |
| 185 | Појединачна домаћинства која имају фиксну телефонску линију                                      | 5786     |
| 186 | Појединачна домаћинства која имају мобилни телефон                                               | 12382    |
| 187 | Појединачна домаћинства која имају приступ интернету                                             | 3397     |